# Portomeiro
Portomeiro (llamada oficialmente San Cosme de Portomeiro) es una parroquia española del municipio de Valle del Dubra, en la provincia de La Coruña, Galicia.

## Entidades de población
Entidades de población que forman parte de la parroquia:
- A Igrexa (Portomeiro)
- Cerradelo
- Vilardoa

## Demografía
| Gráfica de evolución demográfica de Portomeiro entre 2000 y 2019 |
|                                                                  |
| Datos según el nomenclátor publicado por el INE.                 |